# كيث مكانتس
كيث مكانتس (بالإنجليزية: Keith McCants)‏ هو لاعب كرة قدم أمريكية أمريكي، ولد في 19 أبريل 1968 في موبيل في الولايات المتحدة.

## وصلات خارجية
- كيث مكانتس على موقع مرجع كرة القدم المحترفة.كوم (الإنجليزية)